# Resolutie 1200 Veiligheidsraad Verenigde Naties
Resolutie 1200 van de Veiligheidsraad van de Verenigde Naties werd unaniem door de Veiligheidsraad van de Verenigde Naties aangenomen op 30 september 1998. De Veiligheidsraad stelde een shortlist op met kandidaturen voor rechter in het Rwanda-tribunaal.

## Achtergrond
Toen Rwanda een Belgische kolonie was, werd de Tutsi-minderheid in het land verheven tot een elitie die de grote Hutu-minderheid wreed onderdrukte. Na de onafhankelijkheid werden de Tutsi verdreven en namen de Hutu de macht over. Het conflict bleef aanslepen, en in 1990 vielen Tutsi-milities verenigd als het FPR Rwanda binnen. Met westerse steun werden zij echter verdreven.
In Rwanda zelf werd de Hutu-bevolking opgehitst tegen de Tutsi. Dat leidde begin 1994 tot de Rwandese genocide. De UNAMIR-vredesmacht van de Verenigde Naties kon vanwege een te krap mandaat niet ingrijpen. Later dat jaar werd het Rwanda-tribunaal opgericht om de daders te vervolgen.

## Inhoud
Krachtens artikel °12 van de statuten van het Rwanda-tribunaal mochten landen kandidaturen indienen voor rechters in dit tribunaal. Vervolgens mocht elk land tot twee kandidaten van verschillende nationaliteit nomineren. Uit deze nominaties moest de Veiligheidsraad vervolgens een shortlist met 18 tot 27 namen opmaken voor de Algemene Vergadering. Die moest tenslotte negen rechters verkiezen uit deze lijst om vier jaar in het tribunaal te zetelen.
De Veiligheidsraad stelde volgende shortlist samen. De kandidaten die in november 1998 door de Algemene Vergadering werden verkozen, zijn gemarkeerd.
| Kandidaat                        | Nationaliteit                   | Verk. |
| -------------------------------- | ------------------------------- | ----- |
| Eugénie Liliane Arivony          | Madagaskar                      |       |
| Pavel Dolenc                     | Slovenië                        | X     |
| Salifou Fomba                    | Mali                            |       |
| Willy Gaa                        | Filipijnen                      |       |
| Asoka de Zoysa Gunawardana       | Sri Lanka                       |       |
| Mehmet Güney                     | Turkije                         | X     |
| Aka Edoukou Jean-Baptiste Kablan | Ivoorkust                       |       |
| Laïty Kama                       | Senegal                         | X     |
| Dionysios Kondylis               | Griekenland                     | X     |
| Bouba Mahamane                   | Niger                           |       |
| Erik Møse                        | Noorwegen                       | X     |
| Iakov Ostrovskij                 | Rusland                         | X     |
| Cheick Dimkinsedo Ouédraogo      | Burkina Faso                    |       |
| Navanethem Pillay                | Zuid-Afrika                     | X     |
| Indira Rana                      | Nepal                           |       |
| William Sekule                   | Tanzania                        | X     |
| Tilahun Teshome                  | Ethiopië                        |       |
| Lloyd Williams                   | Jamaïca en Saint Kitts en Nevis | X     |

## Verwante resoluties
- Resolutie 1061 Veiligheidsraad Verenigde Naties
- Resolutie 1165 Veiligheidsraad Verenigde Naties
- Resolutie 1241 Veiligheidsraad Verenigde Naties (1999)
- Resolutie 1259 Veiligheidsraad Verenigde Naties (1999)

Lijst ·  1147 ·  1148 ·  1149 ·  1150 ·  1151 ·  1152 ·  1153 ·  1154 ·  1155 ·  1156 ·  1157 ·  1158 ·  1159 ·  1160 ·  1161 ·  1162 ·  1163 ·  1164 ·  1165 ·  1166 ·  1167 ·  1168 ·  1169 ·  1170 ·  1171 ·  1172 ·  1173 ·  1174 ·  1175 ·  1176 ·  1177 ·  1178 ·  1179 ·  1180 ·  1181 ·  1182 ·  1183 ·  1184 ·  1185 ·  1186 ·  1187 ·  1188 ·  1189 ·  1190 ·  1191 ·  1192 ·  1193 ·  1194 ·  1195 ·  1196 ·  1197 ·  1198 ·  1199 ·  1200 ·  1201 ·  1202 ·  1203 ·  1204 ·  1205 ·  1206 ·  1207 ·  1208 ·  1209 ·  1210 ·  1211 ·  1212 ·  1213 ·  1214 ·  1215 ·  1216 ·  1217 ·  1218 ·  1219